# Лондонская школа бизнеса и финансов
Лондонская школа бизнеса и финансов (англ. London School of Business & Finance — LSBF) — это международная бизнес-школа, основанная в 2003 году. Основные учебные кампусы LSBF расположены в Лондоне, Бирмингеме и Манчестере, а международные офисы — в Праге (Чехия), Торонто (Канада), Боготе (Боливия), Москве (Россия), Йоханнесбурге (ЮАР), Кромандел (Маврикий), Алматы (Казахстан) и в Ташкенте (Узбекистан).
Школа предлагает программы, ведущие к получению степени магистра менеджмента и финансов, включая MBA, а также профессиональные квалификации в бизнесе, управлении, маркетинге, финансах и бухгалтерском учёте (ACCA, CIMA, CIM, CFA, и другие).
В феврале 2016 года у Лондонской школы бизнеса и финансов была отозвана лицензия на обучение студентов-иностранцев.

## Факультеты
В школе пять факультетов: Менеджмента, Финансов и Бухгалтерского учета, Маркетинга, Бизнес-технологий и Обучения для руководителей.

## Программы

### Магистерские программы
В сотрудничестве с одной из лучших европейских школ бизнеса — Высшей Школой Бизнеса г. Гренобля (Grenoble Ecole de Management Graduate School of Business — GGSB) — LSBF разработала ряд двойных степеней MBA, с параллельным получением профессиональных квалификаций (CFA, CIMA и других). GGBS имеет тройную аккредитацию от ведущих сертификационных центров мира: AMBA (Великобритания), EQUIS (ЕС) и AACSB (США)
1. The Association to Advance Collegiate School of Business (AACSB) — США.
2. The Association of MBAs (AMBA) — Великобритания.
3. The European Quality Improvement System (EQUIS) — ЕС.

Тройная аккредитация говорит о высочайшем уровне преподавания в школе и соответствии жестким образовательным стандартам. В 2009 году программа MBA от GGBS заняла 87 место в рейтинге газеты Financial Times.
Магистерские программы LSBF разработаны и преподаются в сотрудничестве с University of East London (UEL).
- Магистр делового администрирования (МВА), программа в глобальном рейтинге Financial Times, тройная международная аккредитация от ведущих сертификационных центров мира: AMBA (Великобритания), EQUIS (ЕС) и AACSB (США).
- Магистр в Международном Бизнесе (MIB) — программа занимает 7-е место в глобальном рейтинге Financial Times.
- Магистр наук по финансам
- Магистр наук по инвестиционному менеджменту.
- Магистр наук по стратегическому маркетингу.

### Бакалаврские программы
- Бакалавр делового администрирования (BBA).
- Бакалавр в международном бизнесе (BIB).

### Международные профессиональные квалификации
LSBF аккредитовано британской Ассоциацией дипломированных присяжных бухгалтеров (англ. The Association of Chartered Certified Accountants — ACCA) на преподавание и присвоение студентам специальности «Финансовый менеджмент».
- ACCA — Ассоциация сертифицированных присяжных бухгалтеров.
- CIMA — Институт присяжных бухгалтеров в сфере управленческого учёта.
- CFA — Сертифицированный финансовый аналитик.
- CIM — Чартерный институт маркетинга.

### Практические краткосрочные курсы
- Исламские финансы.
- Финансовое моделирование.
- Информационная система Bloomberg.
- и другие курсы.

### Двойные программы
LSBF является первой бизнес-школой которая предлагает двойные программы, сочетающие международно признанный магистерский курс бизнес-администрирования с важнейшими профессиональными квалификациями в таких областях, как бухгалтерский учёт, финансы и маркетинг:
- MBA + АССА, CIMA, CFA или CIM.
- MIB + АССА, CIMA, CFA или CIM.
- MSc in Finance + АССА, CIMA, CFA.
- MSc in Marketing + CIM.

### Подготовительные курсы
- Pre-masters (срок обучения: 12, 24, 36 или 48 недель).
- Pre-sessional (от 2 до 12 недель).

### Языковые курсы (15-30 часов в неделю)
- General English.
- Business English with BEC preparation.
- English for Law with ILEC preparation.
- English for Finance with ICFE preparation.
- Financial English — International Certificate.

### МВА
В таких областях как Финансы — Менеджмент — Маркетинг (срок обучения — 12 месяцев).

## Стипендия Принца Майкла Кентского
Его Королевское Высочество Принц Майкл Кентский является патроном школы LSBF и играет важную роль в поддержании её репутации, а также выступает гарантом высочайших стандартов обучения. Принц Майкл Кентский является учредителем специальной стипендиальной программы для абитуриентов LSBF. Данная программа направлена на оказание содействия студентам из развивающихся стран в получении образования в Лондоне.

## Сотрудничество с другими университетами
LSBF подписала договор о партнерстве с университетом Сан Ят Сен (провинция Гуанчжоу, Китай), который входит в пятерку лучших (из более чем 2000) университетов Китая. Партнерские отношения с ним предоставляет студентам LSBF уникальные возможности культурного и делового обмена.
Внешние связи
Бывший секретарь министерства образования Великобритании, Дэвид Бланкетт, был назначен регулярным гостевым лектором в бизнес-школе LSBF в 2011 году. Первая лекция г-на Бланкета была сфокусирована на аспектах лидерства, а также качествах которые необходимы эффективным лидерам в бизнесе и политике. В 2012 году Дэвид Бланкетт, от имени бизнес-школы LSBF, интервьюировал бывшего премьер-министра Великобритании Тони Блэра на тему будущего образования Великобритании.
В декабре 2011, Принц Майкл Кентский, покровитель LSBF, участвовал в серии бизнес-лекций, которые проводились Королевским Сообществом Искусствоведов (RSA).
Рейтинги LSBF
В Июне 2011 программа Магистр по Финансам, которая проводится в Лондоне LSBF совместно с Гренобльской Высшей Школой Бизнеса, заняла 6-е место в мире в рейтинге Financial Times.
Программа GGSB Бакалавр Международного Бизнеса, которая проходит в LSBF в Лондоне заняла 5-е место во Франции, по мнению журнала Le Figaro, одного из крупнейших и одних из самых влиятельных изданий страны.
Программа GGSB Магистр Международного Бизнес (MIB) заняла 9-е место в мире, согласно рейтингу издания Financial Times.
В апреле 2012 года, LSBF заключила партнёрские отношения с London Metropolitan University, в рамках которого набор программ бакалавриата и магистратуры London Metropolitan University преподавались на кампусах LSBF Великобритании, для британских и иностранных студентов. В декабре 2012 года сотрудничество было прекращено по взаимному согласию. LSBF и London Metropolitan University выступили с следующим заявлением: «Обе стороны согласились, что, хотя многое было достигнуто за этот период, учитывая основы, на которых партнерство было заложено, и изменения на рынке высшего образования, для каждого учреждения было бы лучше следовать разным направлениям развития».

## Кампусы
LSBF находится в центральном Лондоне. Кампусы LSBF находятся в Великобритании (в Лондоне, Бирмингеме и Манчестере), Сингапуре и Канаде (Торонто). В Сингапурском и Канадском кампусах LSBF проходят программы по подготовке к профессиональной квалификации АССА, а также корпоративные и краткосрочные программы для менеджеров высшего звена.
LSBF подписала договор о сотрудничестве с Chinese University в рамках которого будет открыт университет Шанхайско-Лондонская Школа Бизнеса и Финансов.
Офисы и представительства LSBF находятся в Колумбии, Чехии, Гонконге, Индии, Казахстане, Пакистане, России, Швейцарии и Арабских Эмиратах.